# Godło Litewskiej SRR

Godło Litewskiej Socjalistycznej Republiki Radzieckiej

Godło Litewskiej Socjalistycznej Republiki Radzieckiej zawierało typowe elementy godeł republik związkowych ZSRR: sierp i młot – symbol sojuszu robotniczo chłopskiego oraz najważniejszy element godła Związku Radzieckiego, a także wschodzące słońce – mające wyrażać świt, początek nowej ery w życiu kraju. Całość otoczona była przez wieniec złożony z kłosów zbóż i liści drzew. Umieszczenie zboża w godle z jednej strony podkreślało znaczenie rolnictwa dla kraju oraz symbolizowało dobrobyt, a z drugiej – nawiązywało do graficznego wyglądu godła ZSRR. U góry, u zbiegu obu wieńców umieszczono czerwoną pięcioramienną gwiazdę - oznaczającą zwycięstwo komunizmu w pięciu częściach świata. Wieńce przepasane były czerwonymi wstęgami, na których umieszczone było wezwanie do jedności proletariatu: Proletariusze wszystkich krajów, łączcie się! w językach litewskim: Visų šalių proletarai, vienykitės! i rosyjskim: Пролетарии всех стран, соединяйтесь!. U dołu znajdowała się skrócona nazwa republiki w litewskim: LTSR (skrót od Lietuvos Tarybų Socialistinė Respublika – Litewska Socjalistyczna Republika Radziecka).
Jedynym elementem, który można by uznać za nawiązujący do historii i kultury Litwy były gałązki dębu – dawnego świętego drzewa Litwinów.
Godło to obowiązywało od czasu zajęcia Litwy przez Związek Radziecki w 1940 r. do odzyskania niepodległości przez ten kraj w roku 1990.